# Liste der Kulturgüter in Kirchberg SG
Die Liste der Kulturgüter in Kirchberg SG enthält alle Objekte in der Gemeinde Kirchberg im Kanton St. Gallen, die gemäss der Haager Konvention zum Schutz von Kulturgut bei bewaffneten Konflikten, dem Bundesgesetz vom 20. Juni 2014 über den Schutz der Kulturgüter bei bewaffneten Konflikten sowie der Verordnung vom 29. Oktober 2014 über den Schutz der Kulturgüter bei bewaffneten Konflikten unter Schutz stehen.
Objekte der Kategorien A und B sind vollständig in der Liste enthalten, Objekte der Kategorie C fehlen zurzeit (Stand: 1. Januar 2023).

## Kulturgüter
| Foto | | Objekt | Kat. | Typ | Standort                                     | Beschreibung |
| ---- | --- | --- | ---- | --- | -------------------------------------------- | ------------ |
| ja   | Datei hochladen · Wikidata zu Katholische Pfarr- und Wallfahrtskirche St. Peter und Paul (Q1595372)                                     | Katholische Pfarr- und Wallfahrtskirche St. Peter und Paul KGS-Nr.: 10129                                     | A    | G   | Neudorfstrasse 2.1 720885 / 252442           |              |
| BW   | Datei hochladen · Wikidata zu Kirchberg / Rätenberg, mittelalterliche Burgstelle (Q135441344)                                           | Kirchberg / Rätenberg, mittelalterliche Burgstelle KGS-Nr.: 00967                                             | B    | F   | Rätenberg 720660 / 253300                    |              |
| BW   | Datei hochladen · Wikidata zu Unterbazenheid / Burgwies, mittelalterliche befestigte Fläche (Q135441386)                                | Unterbazenheid / Burgwies, mittelalterliche befestigte Fläche KGS-Nr.: 01173                                  | B    | F   | Unterbazenheid, Burgwies 723500 / 253500     |              |
| BW   | Datei hochladen · Wikidata zu Müselbach / Stein, mittelalterliche Burgstelle (Q135441442)                                               | Müselbach / Stein, mittelalterliche Burgstelle KGS-Nr.: 01285                                                 | B    | F   | Müselbach, Burg 721716 / 249274              |              |
| BW   | Datei hochladen · Wikidata zu Oberbazenheid / Turm zur Egg, mittelalterliche Burgstelle (Q135441475)                                    | Oberbazenheid / Turm zur Egg, mittelalterliche Burgstelle KGS-Nr.: 01314                                      | B    | F   | 722800 / 252060                              |              |
| ja   | Datei hochladen · Wikidata zu Katholische Kirche Herz Jesu (Q29786496)                                                                  | Katholische Kirche Herz Jesu KGS-Nr.: 08172                                                                   | B    | G   | Bazenheid, Kirchgasse 11.1 723020 / 252824   |              |
| ja   | Datei hochladen · Wikidata zu Alt-Toggenburg, mittelalterliche Burgstelle (Iddaburg) / bronze- und eisenzeitliche Siedlungen (Q1010734) | Alt-Toggenburg, mittelalterliche Burgstelle (Iddaburg) / bronze- und eisenzeitliche Siedlungen KGS-Nr.: 08173 | B    | F   | Gähwil, Iddaburg 716290 / 249760             |              |
| ja   | Datei hochladen · Wikidata zu Villa Roseck (Q29786498)                                                                                  | Villa Roseck KGS-Nr.: 14033                                                                                   | B    | G   | Rosenbergstrasse 5 721041 / 252346           |              |
| BW   | Datei hochladen · Wikidata zu Haus Bolt, Keller mit Malerei (Q135441189)                                                                | Haus Bolt, Keller mit Malerei KGS-Nr.: 16683                                                                  | B    | G   | Bazenheid, Feldheimstrasse 5 722717 / 253179 |              |